# Stephen Allen Benson
Stephen Allen Benson (Cambridge, 21 maggio 1816 – Contea di Grand Bassa, 24 gennaio 1865) è stato un politico liberiano, vicepresidente della Liberia dal 1854 al 1856 e presidente dal 1856 al 1864.